# Paul Dubois
Paul Dubois (Nogent-sur-Seine, 1829 – Parigi, 1905) è stato uno scultore francese.
Studiò a Roma, ove rimase colpito dalle opere dei grandi artisti del Rinascimento, che volle imitare in patria. Fu autore delle statue del cenotafio del generale Lamorticière (1878) e di un monumento a Giovanna d'Arco a Reims (1895), fini esempi di scultura ibrida.

## Biografia

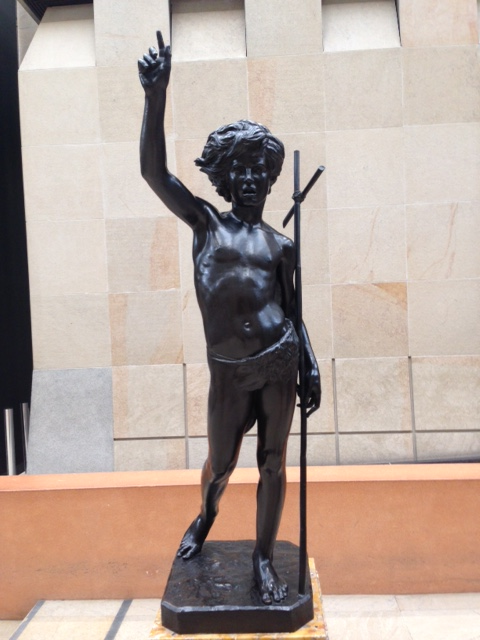
San Giovanni Battista bambino, 1863

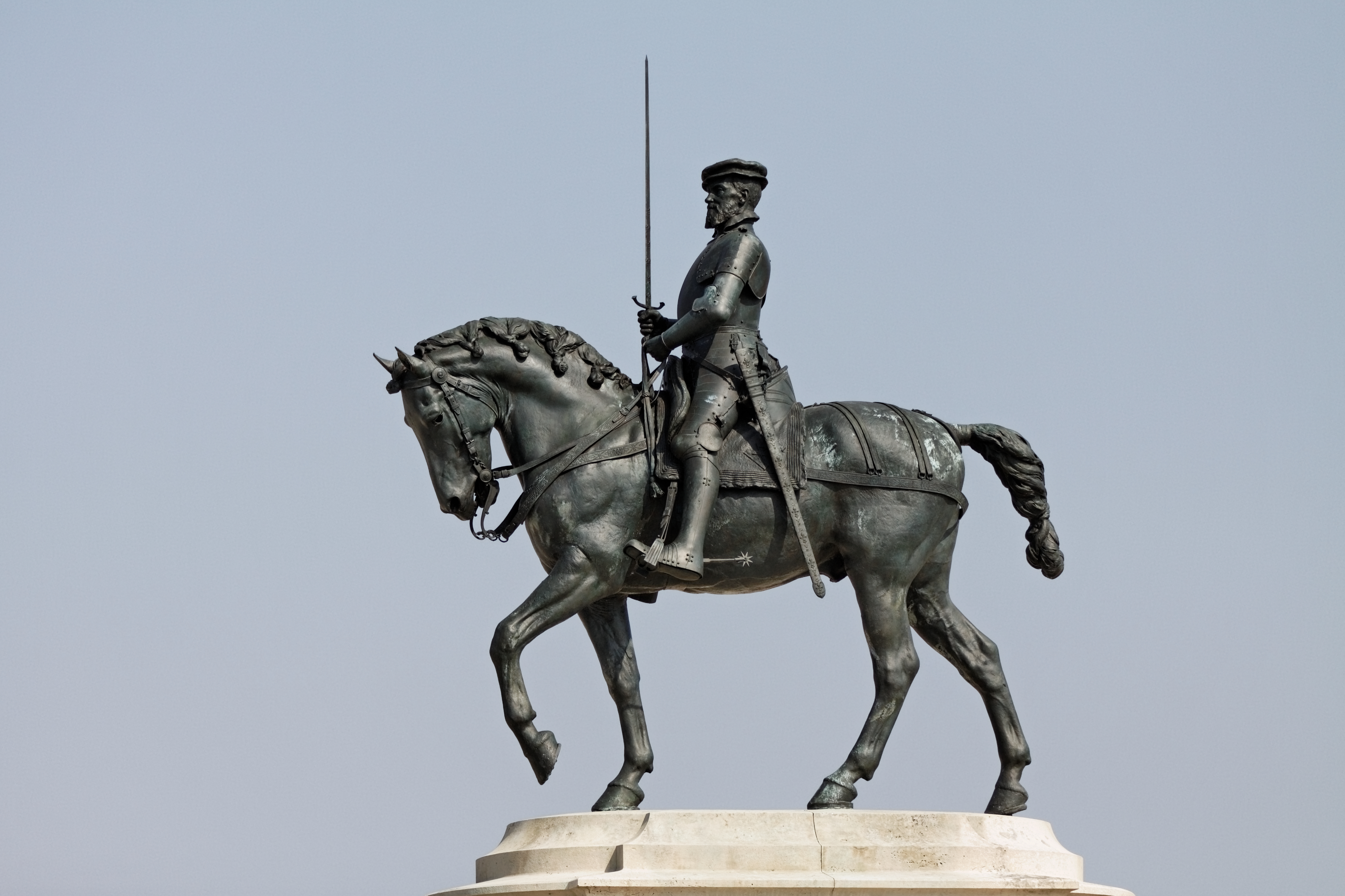
Monumento ad Anne de Montmorency, 1886

Paul Dubois era il figlio di François Antoine Dubois, notaio reale, sindaco di Nogent-sur-Seine e consigliere generale dell'Aube, e pronipote dello scultore Jean-Baptiste Pigalle. Dopo degli studi di diritto, venne ammesso alla scuola di belle arti di Parigi nello studio di Armand Toussaint, quindi si recò a Roma. Debuttò al Salone del 1860 esponendo il Busto della contessa di B. e un Bambino. Nel 1863 ottenne una medaglia per le sue due statue San Giovanni Battista bambino e Narciso al bagno.
Profondamente influenzato dall'Italia e dall'arte del Rinascimento, divenne il capofila dei cosiddetti scultori "fiorentini", emuli dei loro predecessori del Quattrocento. Di ritorno a Parigi, incontrò un grande successo con il Cantante fiorentino del XV secolo e si guadagnò la medaglia d'onore del Salone del 1865. Paul Dubois strinse dei legami d'amicizia con degli altri scultori, Henri Chapu, Alexandre Falguière e dei musicisti come Georges Bizet. Il duca d'Aumale gli commissionò la statua equestre del connestabile Anne de Montmorency situata al centro della spianata che porta all'entrata del castello di Chantilly.
Una delle sue opere principali è la statuaria del cenotafio del generale de Lamoricière alla cattedrale di Nantes. Dubois venne incaricato di scolpire le quattro statue bronzee che incorniciano il mausoleo, che sono ispirate in particolare alle allegorie delle tombe dei Medici a Firenze. Due di queste figure, La Carità e La Saggezza, vennero esposte al Salone del 1877. Nel 1865 e nel 1876 ottenne una medaglia d'onore al Salone di belle arti. In seguito divenne un membro dell'accademia di belle arti.
Nel 1873 Dubois venne nominato conservatore del museo del Lussemburgo. Nel 1878 succedette a Eugène Guillaume come direttore della scuola di belle arti di Parigi. Come studenti ebbe Fabio Stecchi e Camille Claudel, fino all'incontro di quest'ultima con Auguste Rodin nel 1884. Il suo Monumento a Giovanna d'Arco, inaugurato sul piazzale della cattedrale di Reims, il 14 luglio 1896, contribuì ugualmente alla sua fama e gli valse la promozione alla Gran Croce della Legion d'onore dal presidente della repubblica Félix Faure.
Paul Dubois morì il 23 maggio 1905 a Parigi. Egli riposa nella nona divisione del cimitero di Père-Lachaise. Il suo monumento funebre è ornato da una statua in bronzo dello scultore che rappresenta sua madre, Claudine Sophie. Genero di Alphonse Pelletier, direttore dell'amministrazione generale della prefettura della Senna, fu il padre di Francis Paul-Dubois (1864-1953), genero di Godefroy Cavaignac, e di Louis Paul-Dubois (1868-1937), genero di Ippolito Taine, oltre che nonno di Bernardine Melchior Bonnet.

## Opere

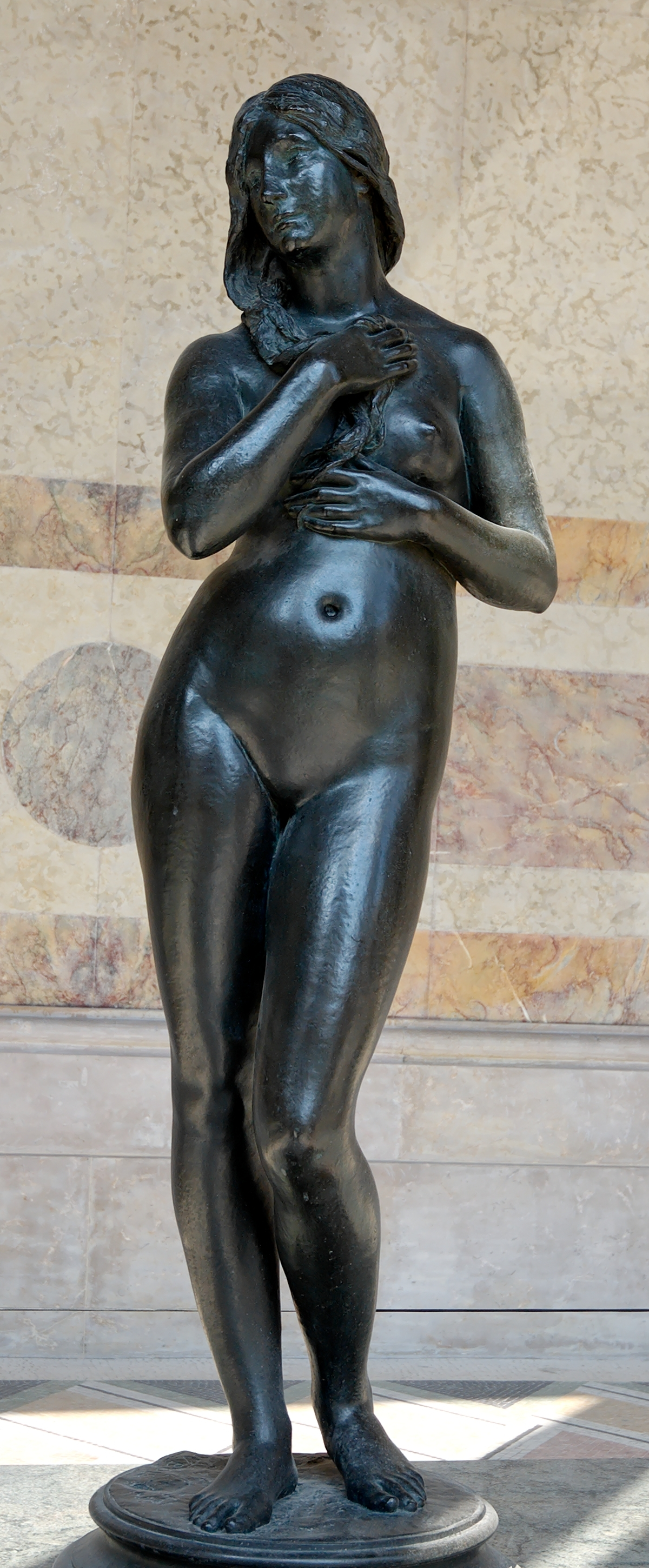
La nascita di Eva, 1873

- Chantilly, castello di Chantilly, spianata: Monumento ad Anne de Montmorency, 1886, statua equestre in bronzo.
- Dreux, cappella reale: gisant di Enrico d'Orléans, duca d'Aumale.
- Gray, museo Baron-Martin: Madre e bambino, biscuit di Sèvres.
- Montpellier, museo Fabre: Busto di Alexandre Cabanel, 1882.
- Nancy: Il ricordo, Salone del 1899.
- Nantes, cattedrale dei santi Pietro e Paolo: La Carità; La Saggezza; La Fede; Il Coraggio militare, statue in bronzo che circondano il cenotafio del generale de Lamoricière.[8]
- Parigi:
  - Accademia nazionale di medicina: Louis Pasteur, busto.[9]
  - museo d'Orsay: 
    - Cantante fiorentino del XV secolo, 1865, bronzo argentato.[10] Il modello in gesso di questa statua si trova al museo di belle arti di Troyes.
    - San Giovanni Battista bambino, 1863, bronzo.[11]

  - museo della vita romantica: Busto di donna, marmo.
  - Petit Palais: La nascita di Eva, 1873.
  - place Saint-Augustin: Monumento a Giovanna d'Arco, 1900.
  - chiesa della Santissima Trinità: Vergine col Bambino.
- Reims: Monumento a Giovanna d'Arco, 1896.[12]